# Arratia-Nervión
Arratia-Nervión (Baskisch: Arratia-Nerbioi) is een comarca van de Spaanse provincie Biskaje. 

## Gemeenten
De comarca bestaat uit 14 gemeenten:
- Arakaldo
- Arantzazu
- Areatza
- Arrankudiaga
- Artea
- Dima
- Igorre
- Orozko
- Otxandio
- Ubide
- Ugao-Miraballes
- Urduña
- Zeberio
- Zeanuri